# Agent Dołu
Agent Dołu – powieść fantastycznonaukowa polskiego pisarza Marcina Wolskiego z 1988 roku. Osią fabuły są humorystycznie przedstawione zmagania pomiędzy agentami wywiadów sił piekła i nieba.
Powieść spotkała się z uznaniem krytyków i recenzentów. Wolski dopisał do niej kolejne rozdziały (w 1996 i 2009), które jednak spotkały się ze znacznie chłodniejszym przyjęciem.

## Historia wydań
Powieść debiutowała w 1988 (Wydawnictwo Literackie) w serii „Fantastyka Polska” i była dwukrotnie wznawiana (1996 i 2009, SuperNowa). W kolejnych wydaniach autor dopisywał kolejne rozdziały: wydanie z 1996 zawierało nowy rozdział „Diabelska dogrywka”, a wydanie z 2009, rozdziały „Agent góry” i „Czarci pomiot”. To ostatnie opowiadanie w tym samym roku pojawiło się też w „Nowej Fantastyce”.
W 1991 książkę przetłumaczono na j. rosyjski (Агент низа), tłumaczenie nominowano do nagrody Wielkiego Pierścienia.

## Fabuła
Amerykanin (pochodzenia polskiego) Meff Fawson był normalnym, lubiącym się zabawić mężczyzną, pracownikiem notowanego na giełdzie konsorcjum, specjalistą od opakowań do opakowań. Trwało to do dnia, gdy, zwiedziony obietnicą łatwego zarobku, nie przyleciał do Polski, gdzie dowiedział się (od swojego krewnego, diabła Boruty), że jest ostatnim przedstawicielem diabelskiego rodu, potomkiem Mefistofelesa, Mefistem XII, i że jego matka, Abigail (patrz też: Abigail), była potomkinią jednej ze spalonych w Salem czarownic. Chcąc wypełnić historyczną misję doprowadzenia do końca świata, odszukuje innych „uśpionych” agentów Dołu: Drakulę, barona Frankensteina, wilkołaka, topielicę i gnoma-półdiablęcia o imieniu Mister Priap. I razem z nimi przygotowuje ludzkości Rozwiązanie Ostateczne, zmagając się z przeciwnikiem – siłami anielskimi. Akcja przenosi się między różnymi miejscami na Ziemi; bohaterowie w pewnym momencie nawet spotykają UFO. Bohaterowie i ich przeciwnicy zmagają się nie tylko z sobą, ale także z ludźmi, którzy okazują się trudni do opanowania przez siły piekielne i niebiańskie i nieraz bardziej od nich pozbawieni skrupułów. Pod koniec powieści koniec świata – Apokalipsa – okazuje się czymś, do czego doprowadzili ludzie, niwecząc równocześnie plany zarówno Piekła, jak i Nieba.

## Odbiór

### I wydanie
W 1989 książkę zrecenzował dla „Fantastyki” Maciej Parowski. Książkę opisał pozytywnie, pisząc, że w trakcie lektury „czytelnik bawi się dobrze”. Przedstawił ją jako pozycję „satanistyczną” (w znaczeniu, że pojawia się w niej Szatan) i równocześnie kabaretową (mieszającą żarty teologiczne z tradycją polskiego kabaretu). Według Parowskiego Wolski skrzyżował tematykę religijną z konwencją horroru, a także szpiegowskiej i „sensacyjnej powieści faktów typu Forsythowskiego” z inspiracjami także od Bułhakowa i Chandlera, a także z literaturą erotyczną, w efekcie czego powstał „diabelski Dzień Szakala z anielską puentą” i „Apokalipsa na wesoło”. Powieść opisał także jako „żartobliwy traktat teologiczny... zakamuflowane wyznanie wiary [lub] jej odzyskania”, która niepotrzebnie jednak jest przeładowania „żartami nie pierwszej próby”. Parowski zwrócił też uwagę na polski charakter powieści widoczny w „tradycji przedstawiania Diabła jako istoty przebiegłej, lecz niemądrej, niby perfidnej, ale zawsze w końcu do ogrania”.
Dla „Nowych Książek” książkę zrecenzował w tym roku Jacek Natanson. Recenzent pochwalił książkę, którą przeczytał „z przyjemnością... jednym tchem w ciągu wieczora i nocy”, jako „ożywczą, pełną rozmachu i ekspresji”. Do jej najmocniejszych stron zaliczył humor, płynną, „filmową” akcję, plastyczne opisy, i umiejętne połączenie różnych stylów i gatunków. Za udane uznał także refleksje autora dotyczące różnych problemów współczesności.

### II wydanie
W 1996 książkę zrecenzował Romuald Pawlak dla „Fenixa”. Według Pawlaka była to jedyna książka w serii „Fantastyka Polska” Wydawnictwa Literackiego, która „wzbudziła żywe emocje czytelników” – z powodu oryginalnej jak na te czasy tematyki religijnej i umiejscowienia akcji fantastycznej w Polsce. Samą tematykę religijną w książce, która według recenzenta „wpisuje się w nurt powieści parareligijnych [lub] metafizycznych”, uznał za przedstawioną w sposób neutralny. Za motyw przewodni powieści uznał tematykę władzy, pokazującą, jak korumpuje ona osoby; w tym postać głównego bohatera, który w trakcie powieści przeistacza się ze zwykłego człowieka, ze swoimi niewielkimi wadami, w „prawdziwego neoszatana”, czerpiącego przyjemność z czynienia zła. Za stosunkowo udane uznał także „odautorskie komentarze” i dygresje na tematy takie jak wady i zalety demokracji, które uznał w większości za nadal aktualne i trafne, aczkolwiek za mniej udane uznał takie nawiązania widoczne w zbyt „doraźnym”, nowym rozdziale, poruszającym temat lustracji, który uznał za niepotrzebnie upolityczniony. Książkę, mimo nieco słabszego nowego rozdzialu, uznał za „dobrą [i] atrakcyjnie [i świetnie] napisaną”, dowcipną, „kultową”, z „powalającą puentą”, i wartą przeczytania.

### III wydanie
W 2009 książkę zrecenzował Konrad Wągrowski dla fanzinu Esensja. Według recenzenta książka ta jest typowym przykładem twórczości Wolskiego, powielając motywy, które regularnie występują w jego twórczości, aczkolwiek jako wczesna pozycja autora nie jest wtórna – stała się natomiast modelem dla jego późniejszych dzieł. Samego Agenta Dołu recenzent ocenił pozytywnie, zauważając też, że książka „przez lata cieszyła się zasłużonym szacunkiem fanów”. Za mocne strony książki uznał powiązanie protagonisty z teoretycznie negatywną stroną (czyli Piekłem), ciekawe postacie poboczne, fabułę, zakończoną „wielkim i zaskakującym finałem”, i styl autora („świetne... dynamiczne pióro”). Za niezbyt udane uznał natomiast późniejsze rozdziały z wznowień. „Diabelską dogrywkę” opisał jako „kiepski paszkwilem na najsłynniejszą rodzimą aferę agenturalno-teczkową”, w którym ironiczny dystans książki został zastąpiony słabszymi aluzjami do współczesnej polityki. „Agenta Góry” ocenił jako interesującego w pomyśle, ale słabo zakończonego, a wieńczące serię ostatnie opowiadanie, „Czarci pomiot”, określił jako „kompletną żenadę”, „niewyszukany polityczny paszkwil, na który właściwie szkoda słów”. Samą pozycję ocenił jako 7/10, ale nowsze rozdziały jako 3/10. Dwa lata później, w 2011, inny recenzent Esensji, Konrad Wągrowski, dokonał podobnej oceny, oceniając „Agenta Dołu” jako pozycję „uznaną”, ale jego kolejne rozdziały jako „żałosne”.
Także w tym roku Przemysław Zawrotny zrecenzował książkę dla czasopisma „Lampa”. Książkę opisał jako satyryczno-fantastyczną, a jej oryginalne wydanie z lat końca 80., związane z pomysłem negacji istnienia zjawisk nadnaturalnych i metafizycznych, w tym piekła, świetnie pasujące do ówczesnej sytuacji polityczno-światopoglądowej. Za udany uznał także satyryczne ukazanie absurdalnego południowoafrykańskiego kraju-dyktatury z jego fikcyjną religią. Za mniej udany uznał „popkulturowy bigos” postaci (Dracula, Frankenstein itp.), a także nawiązania do późniejszych reali geopolitycznych w późniejszych rozdziałach, które uznał za de facto polityczne komentarze, nie zawsze udane, i niekiedy „wciskane na siłę”. Pisząc o tych nowych opowiadaniach, uznał je za bardziej wulgarne (pod względem języka, w którym pojawiają się przekleństwa, a także opisywania seksu), co uznał jednak za „ani lepsze, ani gorsze”. W podsumowaniu uznał za pozycje za „miłą książkę”, jednak niezbyt zapadającą w pamięć.
Dla serwisu Poltergeist (polter.pl) III wydanie książki w tym roku zrecenzował Bartosz Szczyżański. Oryginalną powieść uznał za wartą polecenia, oceniając ją jako „przewspaniałą satyrę, która, co niezwykłe, zachowała świeżość aż do dziś”, ale nowsze rozdziały za znacznie słabsze. „Diabelską dogrywkę” skrytykował jako mało zabawną; „Agenta Góry” ocenił jako nudnego, „zaskakującego zaledwie jednym pomysłem, ukrytym gdzieś w epilogu”; a „Czarci pomiot” opisał jako opowiadanie lepsze od dwóch poprzednich, ale słabsze od oryginalnej powieści, a także, jako dobry początek do dalszej historii, ale niedokończony. Książkę w podsumowaniu ocenił jako 5,5/10.

## Analiza
Wolski nazwał Agenta Dołu swoim debiutem powieściowym; niektórzy krytycy i recenzenci nie podzielają jednak takiego opisu tej powieści.
Według Natansona powieść jest trudna do klasyfikacji gatunkowej i „nie jest powieścią naukowo-fantastyczną, ani nawet fantasy... zawiera elementy powieści grozy, kryminału, powieści szpiegowskiej, płaszcza i szpady”. Wojciech Orliński w 2005 zaklasyfikował powieść do fantastyki religijnej (klerykal fiction), opisując ją jako przedstawiającą „wojnę aniołów i diabłów na wzór szpiegowskich rozgrywek między wywiadami”. Bohdan Trokha w 2020 opisał powieść jako powieść satyryczną.
Trokha dostrzegł w powieści „swobodną literacką adaptację motywu mitologemu millenarystycznego”. Według Torkhy powieść podejmuje temat legitymizacji władzy, krytykując rozpoczynającą się transformację ustrojową, używając motywów fantastycznych w celu uniknięcia cenzury. Sam Wolski w 2011 opisał temat przewodni książki jako „mechanizm zanurzania się człowieka w diabelstwie”, inspirowany „obrazem syndromu kolaboracji, zdrady, mniejszego zła” końca lat 80. Natanson opisał powieść jako podejmującą klasyczną tematykę walki „dobra ze złem” w ujęciu ironicznym, i także, pesymistycznym; pełną czarnego humoru.
Główny bohater powieści, Fawson, jest przykładem antybohatera.

## W innych mediach
W 1988 fragmenty powieści były zaadaptowane do słuchowiska radiowego.
W 2007 reżyser Łukasz Palkowski w wywiadzie powiedział, że chciałby stworzyć film na podstawie tej książki (projekt został rozpoczęty; na cel ten zostały przyznane w tym roku fundusze z PISF).

## Bibligrafia
- Wojciech Sedeńko, Marcin Wolski, Encyklopedia Fantastyki, 2012